# NLRP11
NLRP11 (англ. NLR family, pyrin domain containing 11) — цитозольный белок, Nod-подобный рецептор семейства NALP, продукт гена NLRP11, участвует в регуляции воспаления. Клонирован в 2003 году.

## Функции
Играет роль в регуляции воспаления.

## Структура
Зрелый белок состоит из 1033 аминокислот, молекулярная масса — 117,8 кДа.  Молекула включает домены DAPIN и NACHT, 6 LRR (лейцин-обогащённых)-повторов и участок связывания АТФ. 
В результате альтернативного сплайсинга образуются 3 изоформы белка.